# Vilnis Edvīns Bresis
Vilnis Edvīns Bresis (ur. 30 stycznia 1938 w Jełgawie, zm. 25 października 2017) – łotewski polityk, ostatni premier Łotewskiej Socjalistycznej Republiki Radzieckiej.

## Kariera polityczna

### W Związku Radzieckim
Bresis w 1961 roku ukończył studia na Łotewskim Uniwersytecie Rolniczym, zaś w 1966 roku Leningradzką Wyższą Szkołę Partyjną. W latach 1970–1973 był pierwszym sekretarzem Leninowskiego Komunistycznego Związku Młodzieży Łotewskiej.
W Komunistycznej Partii Łotwy zajmował różne stanowiska związane z rolnictwem. 6 października 1988 roku został szefem Rady Ministrów Łotewskiej SRR. U schyłku ZSRR opowiedział się za secesją popierając deklarację niepodległości z 4 maja 1990 roku. Pod jego przywództwem rozpoczęto likwidację kołchozów, powstało natomiast pierwsze 8000 prywatnych gospodarstw rolnych.

### Niepodległa Łotwa
Po uzyskaniu przez Łotwę niepodległości, na stanowisku premiera Bresis został zastąpiony przez Ivarsa Godmanisa. W latach 1990–1993 był członkiem Rady Najwyższej. W 1993 roku dostał się do Sejmu V kadencji z listy socjaldemokratycznego ugrupowania Zgoda dla Łotwy – odrodzenie gospodarki narodowej, które następnie przekształciło się w Partię Zgody Narodowej. Począwszy od 1994, przez ponad rok sprawował funkcję sekretarza stanu ds. współpracy w Ministerstwie Rolnictwa w rządzie Mārisa Gailisa. W Sejmie VIII i IX kadencji (lata 2002–2010) był posłem z ramienia Łotewskiego Związku Rolników.

## Życie osobiste
Był żonaty z Irēną, miał syna Uldisa.

## Odznaczenia
- W 2000 roku został odznaczony tytułem Kawalera Orderu Trzech Gwiazd.